# Daniel Díaz (músico)
Daniel Díaz  (Lanús, Argentina, 22 de noviembre de 1963) es un músico argentino de origen español, radicado en Francia. Es conocido por su trabajo como músico multinstrumentista  de estudio y escena y como compositor para cine, televisión y teatro. Su música de fusión ha sido descrita como "ecléctica y cosmopolita...colaborando con artistas de tango,  folclore, jazz y músicas experimentales".

## Biografía

### Infancia
Daniel Díaz nació el 22 de noviembre de 1963 en la localidad de Lanús, provincia de Buenos Aires, Argentina., en el seno de una familia de origen español.

### Formación
En los años 80 estudió en Buenos Aires improvisación, teoría, armonía, orquestación, audio perceptiva y bajo.
Entre los año 1992 y 1996  viajó por Estados Unidos donde estudió  improvisación con Bruce Gertz y Oscar Stagnaro en el Berklee College of Music de Boston y Bajo Eléctrico con Mark Egan y Percy Jones en New York y con Alexis Sklareski en el B.I.T. de Los Ángeles.
En París, Francia, estudio contrabajo con Michel Benita y  François Rabbath.

### Actividad pedagógica
Desde 1985 hasta 1997 en Buenos Aires, y desde 1999 hasta 2004 en París, Francia, dictó clases de bajo, armonía y composición tanto en su estudio como en algunas escuelas de música en Buenos Aires (“ITMC”, “La Escuelita”, etc).

### Experiencia profesional
En su periodo en Argentina tocó bajo, guitarra y teclados en distintos estilos (música folklórica, tango, jazz, música celta). Colaboró con artistas como Osvaldo Burucúa, Fats Fernández, Jorge Navarro, Virginia Lago,  Daniel Binelli, Antonio Agri, Virgilio Expósito, Horacio López y Lucho González.  
Paralelamente integró en Buenos Aires diversas formaciones de rock nacional  junto a músicos conocidos como Héctor Starc, Pato Loza, Juan del Barrio, entre otros. Fue miembro de "La Barraca" junto a Rodolfo García, Pedro Conde y Sartén Asaresi con quienes grabó como invitados del grupo Xeito Novo (álbum Galimérica de 1994).
Radicado en París desde 1997 siguió tocado y grabado en el circuito de jazz, tango, músicas experimentales, pop-rock y “world music”.
Ya en Europa colaboró con artistas de varios países:  Hilton McConnico, "Anga" Díaz, Steve Argüelles, Francis Lalanne, Renaud, Cuarteto Cedrón(fr), Miguel Ángel Estrella, Magic Malik, Elise Caron, Alfredo Arias, Jorge Chaminé, Teresa Berganza,  Peio Serbielle, Tryo, Cuerteto Cedrón, Pajaro Canzani , Patrick Bebey, Sam Tshabalala (fr) entre otros.
Participó en conciertos y grabaciones con Juan Carlos Cáceres, (en el muy exitoso sencillo Tango Negro y en el álbum Toca Tango   en cuya canción "Los Muchachos de París", Cáceres lo nombra junto a él en la letra "Daniel Díaz y el barba, los muchachos de París".
Luego de la pandemia 2020-2021 se enfocó en su trabajo de estudio, produciendo discos colaborativos con el percusionista argentino Minino Garay (fr) y con la gran figura del Chamamé Raúl Barboza con quien ya había colaborado en el pasado, como miembro de su banda en vivo y en grabaciones.
El primer tema de esta colaboración con Barboza se publicó el 17 de  febrero de 2023 y se trató de una combinación de los estilos jazz y chamamé, según Raúl Barboza: "Daniel tenía algunas melodías, algunos acordes, y yo siempre tengo algunas melodías en la cabeza, entonces fuimos juntando esos pedacitos de papel hasta que organizamos un itinerario musical y fue saliendo esto que salió”  , “Daniel es una persona que tiene un gran conocimiento musical y ya tenía muchas ideas anotadas. Y me las fue mostrando de a poquito. Y yo a eso le puse música.”. «Por más que a veces estamos claramente en mi territorio creativo y a veces en el de Raúl, ambos nos reconocemos en cada nota, en cada momento de este recorrido en dúo», comentó Díaz.
El álbum "Souvenirs Panamericanos" apareció el 21 de marzo de 2023 con buena repercusión y críticas en los medios Argentinos (radios y prensa escrita) y franceses.

### Carrera solista
En 1993 grabó su primer disco como artista solista y compositor,  "The Years Alone", lanzado por el sello discográfico norteamericano  Green Linnet/Xenophile_Records . La variedad de estilos fue apreciada por la crítica aunque el álbum no tuvo mayor repercusión. Daniel Díaz tocó la mayoría de las partes (bajos con trastes y sin trastes, teclados, guitarras acústicas y eléctricas, percusión, batería) e incluyó otros músicos sudamericanos como Ricky Olarte (congas), Manuel Miranda (saxofón y flautas), "Pato" Loza (batería), Beto Satragni (bajo), Gustavo Paglia (bandonéon), Rikhi Hambra (tabla) y la voz de Miguel Ángel Amaral.
Continuó su carrera discográfica personal con “Segundo Ciclo”  publicado en abril de 2002 por el sello Holandés  Timeless Records, y "Swan Song" lanzado en 2015, ambos discos desarrollaron el estilo de fusión-jazz cosmopolita del primero.

### Música para teatro, cine, y televisión
En 2005 comenzó a trabajar para la editorial  francesa Cezame Music Agency/ (Frédéric Leibovitz Editeur) para quien compuso y grabó más de 250 pistas y lanzó 5 álbumes solo o en colaboración. Su trabajo para los medios audiovisuales se extiende a otras productoras y editoras, principalmente Scoring Pictures/Universal Production Music en Francia, Sonoton GmbH en Alemania, Music Vine e Indiesonics en Inglaterra y Pacifica Music, Getty y Omnimusic en los USA.
En marzo de 2009 grabó guitarras y bajos para la banda sonora de la película Undertow compuesta por Selma Mutal, con quien ya había colaborado en el álbum "Natural Energies". 
En noviembre de 2009 compuso e interpretó la música original de la obra de teatro “Suddenly, Last Summer” de Tennessee Williams, dirigida por  Réné Loyon estrenada en los teatros franceses Théâtre de la Tempête y Theatre des Celestinsl.
En 2012 asistió al  Festival De Cannes como compositor de la música original del cortometraje "Quitte ou Double".
Desde 2010 su música se ha utilizado en muchos documentales, series y películas (Narcos, Alpha House, Ozark,  Bones y otras).
En 2022 su composición "Club Recoleta"   se utilizó en el largometraje  Stillwater de Tom McCarthy.

## Discografía

### Como solista
- 1996 The Years Alone (Green Linnet/Xenophile 4031) USA.
- 1997 Segundo Ciclo (Tímeles Records CD SJP 459) Países Bajos.
- 2005 Lugar Común (DedeLand/Exodos CDDD009 ) Francia.
- 2007 LOW Volume 1 (DedeLand/Éxodos CDDD011) Solo bajos eléctricos , CD, Francia.
- 2010 Musique Mécanique (Boxset + Musique Mécanique Addendum (bonus tracks) + Lärmknunst (DedeLand/Éxodos CDDD012) Francia.
- 2015 Swan Song (Dedeland 016) Francia.
- 2016 Landscapes Consonance and Solitude (Dedeland 017) Francia. álbum digital.
- 2017 Nightwatch (Dedeland 018) Francia. Solo bajos eléctricos, EP digital.
- 2018 Invisible Soundtracks (Dedeland 019) Francia, digital
- 2020 Film Noir & City Nights (Dedeland 022) Francia, álbum digital
- 2021 Understated Passion Melodies (Dedeland 023) Francia, álbum digital
- 2021 Miniatures Volume 1 (DedeLand 024) Francia, álbum digital
- 2022 Miniatures Volume 2 (DedeLand 025) Francia, álbum digital
- 2023 Daniel Diaz & Raúl Barboza  « Souvenirs Panamericanos » ” Cezame Music Agency (CEL7034)

### Como Productor/Arreglador/Instrumentista
- 1993 Juan Del Barrio “El Alma Secreta de las Cosas” (Ciclo3) Argentina.
- 1995 Osvaldo Burucuá “Paisaje” (PAI3029) Argentina.
- 1996 Lina Avellaneda “Ciudadana” (Alfiz/BMG) Argentina.
- 1999 Norberto Pedreira TRÍO “Otras Imágenes” (AIA, France) r.
- 1999 Tres Porteños “Tango Solo Para Bailar” (DedeLand005/Francia).
- 2005 Jorge Chaminé “Alma Latina Vol 1” (DedeLand/Éxodos/SonsCroisés, Francia).
- 2008 Pájaro Canzani “Transamericana” (Random, Argentina).
- 2012 Norberto Pedreira TRÍO “A la Vida” (SurSud, Francia).
- 2014 BorderTracks  “BorderTracks” (Exodos, Francia)
- 2014 Peio Serbielle “Zara” (indep, Francia).
- 2019 Raul Barboza Trio “12 de Julio en París” (DedeLand, Francia).

### Como compositor para televisión, películas y teatro
- 2006 Daniel Diaz & Pájaro Canzani "La Otra América" Cezame Music Agency  (CEZ 4048 & 4049)
- 2010 Daniel Diaz & Pájaro Canzani "Cubanisimo" Cezame Music Agency  (CEZ 4079)
- 2010 Daniel Diaz “Ambient World” (Sonoton, Alemania)
- 2011 Daniel Diaz “Elect’ Tango” Cezame Music Agency  (CEZ 4093)
- 2012 Daniel Diaz & Selma Mutal “Natural Energies” Cezame Music Agency  (CEZ 4099).
- 2012 Daniel Diaz, Pajaro Canzani, Selma Mutal "Géopolitique Amérique Latine"  Cezame Music Agency  (CEV3032)
- 2012 Various Artists "Film Noir 3CD collection"  Cezame Music Agency  (CEZ4107/08/09)
- 2013 Daniel Diaz, Daniel Finot, Arnaud Rozermblat  « Just Bass"  Cezame Music Agency  (CEZ4110)
- 2013 Raúl Barboza & Daniel Diaz “Ruta 40”  (Cezame Carte Blanche, CCB1007)
- 2013 Daniel Diaz  “The Time” (Sonoton Alemania )
- 2014 Daniel Diaz "Film Noir" (Sonoton , Alemania SCDV 578)
- 2015 Daniel Diaz "Equinox" (Omnimusic, USA)
- 2016 Daniel Diaz "Minimalist Steel Drums " (Sonoton , Alemania SCDV 603)
- 2017 Daniel Diaz "Soloists" (Sonoton , AlemaniaSCDV 715)
- 2019 Daniel Diaz “Acoustic SophisticationN” (Sonoton , Alemania SCDV 887)
- 2021 Daniel Diaz “Organic Underscores” (Indiesonics 2021) Inglaterra.
- 2021 Daniel Diaz,  " Latin Noir"  Cezame Music Agency  (CEL7012)
- 2022 Various Artists “French Themes” (Universal /Scoring Pictures , Francia SCP018)
- 2022 Daniel Diaz/Laurent Levesque “Repetitive Minimalism” (Universal /Scoring Pictures , Francia SCP021)
- 2022 Daniel Diaz & Minino Garay “Latin Percussionary” (Sonoton, Alemania SCDV1135)